# Razgrad (huyện)
Razgrad là một huyện thuộc tỉnh Razgrad, Bungaria. Dân số thời điểm năm 2001 là 58874 người.